# Antoine et Antoinette
Pour plus de détails, voir Fiche technique et Distribution.
Antoine et Antoinette est un film français, réalisé par Jacques Becker, sorti sur les écrans en 1947.
Le film obtient le grand prix du Festival de Cannes 1947.

## Synopsis
Le film commence un samedi soir alors qu'Antoine (Roger Pigaut), ouvrier dans une imprimerie et Antoinette (Claire Mafféi), employée au Prisunic des Champs-Élysées, s'apprêtent à quitter leur travail pour rejoindre leur domicile. Antoinette est séduisante et subit les assiduités d'un épicier peu scrupuleux (Noël Roquevert). Le couple, en proie aux difficultés de la vie matérielle, en cet après-guerre, se dispute pour des broutilles et se réconcilie sur l'oreiller. Antoine découvre que le billet de loterie acheté par Antoinette est gagnant, il pourra enfin réaliser son rêve et acheter un side-car. S'ensuivent quelques rebondissements, billet perdu et retrouvé, correction infligée à l'épicier, promenade en barque sur le lac du bois de Boulogne, match de football au Parc des Princes, et le couple, finalement installé sur son side-car, s'éloigne sur la route.

## Fiche technique
- Titre : Antoine et Antoinette
- Réalisation : Jacques Becker
- Scénario, adaptation et dialogues : Jacques Becker, Maurice Griffe, Françoise Giroud
- Assistants réalisateur : Maurice Griffe, Marcel Camus
- Photographie : Pierre Montazel
- Opérateur : Roger Dormoy, assisté de Pierre Ancrenaze et Jean Benezech
- Son : Jacques Lebreton, assisté de Jacques Carrère
- Décors : Robert-Jules Garnier
- Montage : Marguerite Renoir, assistée de Etiennette Muse
- Musique : Jean-Jacques Grunenwald, orchestre sous la direction de Roger Désormière
- Maquillage : Joseph Mejinsky
- Script-girl : Colette Crochot
- Régisseur général : Eugène Nase, assisté d'Éric Darbel
- Photographe de plateau : Lucienne Chevert
- Tournage dans les studios de Saint-Maurice ; extérieurs à Paris, du 3 novembre 1946 à avril 1947
- Production : Société nouvelle des établissements Gaumont (France)
- Directeurs de production : Charles-Félix Tavano, René-Gaston Vuattoux, assisté de Jean Goiran
- Distribution : Compagnie parisienne de location de films
- Pays de production :  France
- Format :  Noir et blanc - 1,37:1 - 35 mm - Son mono
- Durée : 84 minutes
- Genre : comédie dramatique
- Date de sortie :
  - France - 31 octobre 1947
- Numéro de visa : 5004

## Distribution
- Roger Pigaut : Antoine Moulin, ouvrier typographe, mari d'Antoinette
- Claire Mafféi : Antoinette Moulin, employée au photomaton de Prisunic, femme d'Antoine
- Noël Roquevert : M. Roland, le patron de l'épicerie
- Annette Poivre : Juliette, employée R.A.T.P à la station "La Fourche" et voisine du couple
- Jacques Meyran : M. Barbelot, chef de rayon à Prisunic
- Pierre Trabaud : Riton, le jeune boxeur
- Yette Lucas : la mère de Riton
- Paulette Jan : Huguette, une voisine
- Maurice Marceau : Popaul, le mari d'Huguette
- Pierre Leproux : Marcel, le mari de Juliette
- Gaston Modot : le caissier de la loterie nationale
- Paul Barge : le boucher qui a gagné à la loterie
- Charles Camus : Jules, le patron du bar-tabac
- Made Siamé : la patronne du bar-tabac
- Huguette Faget : Aline, fille des patrons du bar-tabac, qui se marie
- François Joux : le marié
- Émile Drain : le père du marié
- Charles Vissières : l'habitué du bar-tabac
- Jean-Marc Tennberg : le client du bar-tabac qui achète des cigarettes
- René Stern : le photographe
- Gérard Oury : le client attiré par Antoinette
- René Berthier : le client timide du photomaton
- Nicolas Amato : un client du photomaton
- Léon Bary : un voyageur
- Paulette Noizeux : Henriette
- Marthe Mellot : la chaisière
- Odette Barencey : la blanchisseuse au guichet de Juliette
- Renée Thorel : une acheteuse de billet de loterie
- Bob Ingarao : un spectateur du match de foot
- Joe Davray : le barman à la noce
- Louis de Funès : Émile, un garçon épicier / un invité à la noce
- Jean-Marc Thibault : un garçon épicier
- Marcelle Hainia : une invitée à la noce
- Brigitte Auber (figuration) : une invitée à la noce
- Nicole Courcel (figuration)
- Jacqueline Carlier
- Henry Prestat
- Maurice Régamey
- René Sauvaire
- Lucien Arnaud
- René Pascal
- Mlle Delacour

## Commentaires
Le film récompensé par l'équivalent de la palme d'or 1947 du Festival de Cannes ("Grand Prix du Festival International du Film" catégorie amour et psychologie), ne faisait pourtant pas l'unanimité. Roger Boussinot, journaliste à Action, reprochait à Becker d'avoir décrit un couple d'ouvriers dont les idéaux simples devaient rasséréner la bourgeoisie et s'interrogeait sur le réalisme de la représentation. Becker répondait dans le même journal, qu'il lui semblait au contraire qu'Antoine devait avoir sa carte syndicale, tandis que L'Écran français se rendait sur les lieux, une imprimerie et le Prisunic, pour vérifier l'authenticité de la description.

## Lieux de tournage
- Paris
  - Paris 8e : avenue des Champs-Élysées, rue d'Aguesseau, rue de l'Élysée, jardins des Champs-Élysées, carré Marigny, avenue Gabriel, fontaine du Cirque ;
  - Paris 18e : avenue de Saint-Ouen ;
  - Paris 17e : station de métro La Fourche.

## Distinctions
Le film a été présenté en sélection officielle en compétition au Festival de Cannes 1947.